# Madame Clicquot
Madame Clicquot (Widow Clicquot) è un film del 2023 diretto da Thomas Napper.
Tratto dalla biografia The Widow Clicquot di Tilar J. Mazzeo, il film ripercorre la vita di Barbe-Nicole Ponsardin e la sua felice gestione della Veuve Clicquot Ponsardin dopo la morte del marito.

## Trama
La vedova Madame Clicquot eredita i vigneti del marito François. Sfidando le difficoltà economiche, l'embargo delle leggi di Napoleone e il pregiudizio sociale che incombe sulle donne dell'epoca, riesce ad affermarsi tra i più importanti produttori di champagne al mondo, ingraziandosi il benestare della nobiltà russa.

## Produzione
Nell'ottobre 2022 è stato annunciato che Haley Bennett, Tom Sturridge, Sam Riley, Leo Suter ed Anson Boom avrebbero recitato nel film, le cui riprese sono state realizzate tra Chablis e Reims.

## Promozione
Il primo trailer del film è stato diffuso il 7 giugno 2024.

## Distribuzione
Il film è stato presentato in anteprima mondiale l'11 settembre 2023 al Toronto International Film Festival, prima di essere distribuito nelle sale nordamericane dal 19 luglio 2024 e in quelle italiane dal 12 settembre seguente.

## Accoglienza

### Incassi
Il film ha incassato poco più di 2,8 milioni di dollari.

### Critica
Sull'aggregatore di recensioni Rotten Tomatoes 67 critici esprimono un gradimento dell'81%, con un voto medio di 6.7/10; su Metacritic il voto medio di 16 critici è 65/100.